# Topleț
Topleț is een Roemeense gemeente in het district Caraș-Severin.
Topleț telt 2675 inwoners.